# Sungai Nilau
Sungai Nilau is een bestuurslaag in het regentschap Merangin van de provincie Jambi, Indonesië. Sungai Nilau telt 1301 inwoners (volkstelling 2010).